# フルオロスルホン酸メチル
フルオロスルホン酸メチル (またはマジックメチルとして知られる) は、化学式 FSO2OCH3 で表される有機化合物である。無色の液体で、有機合成で強いメチル化剤として用いられる。その強い毒性のために、関連する試薬トリフルオロメタンスルホン酸メチルに置き換えられた。 

## 合成と反応
フルオロスルホン酸メチルは、フルオロスルホン酸と硫酸ジメチルの等モル混合物を蒸留することにより、調製される。元々は、メタノールとフルオロスルホン酸から生成された。
フルオロスルホン酸メチルは、求電子性の高いメチル化試薬である。トリフルオロメタンスルホン酸メチルよりも強力ではないとランク付けされている。

## 毒性
フルオロスルホン酸メチルには急性毒性がある。吸入では LD50(ラット、1時間) は 5ppm である。肺水腫による中毒死がいくつか報告されている。